# Ostenholz

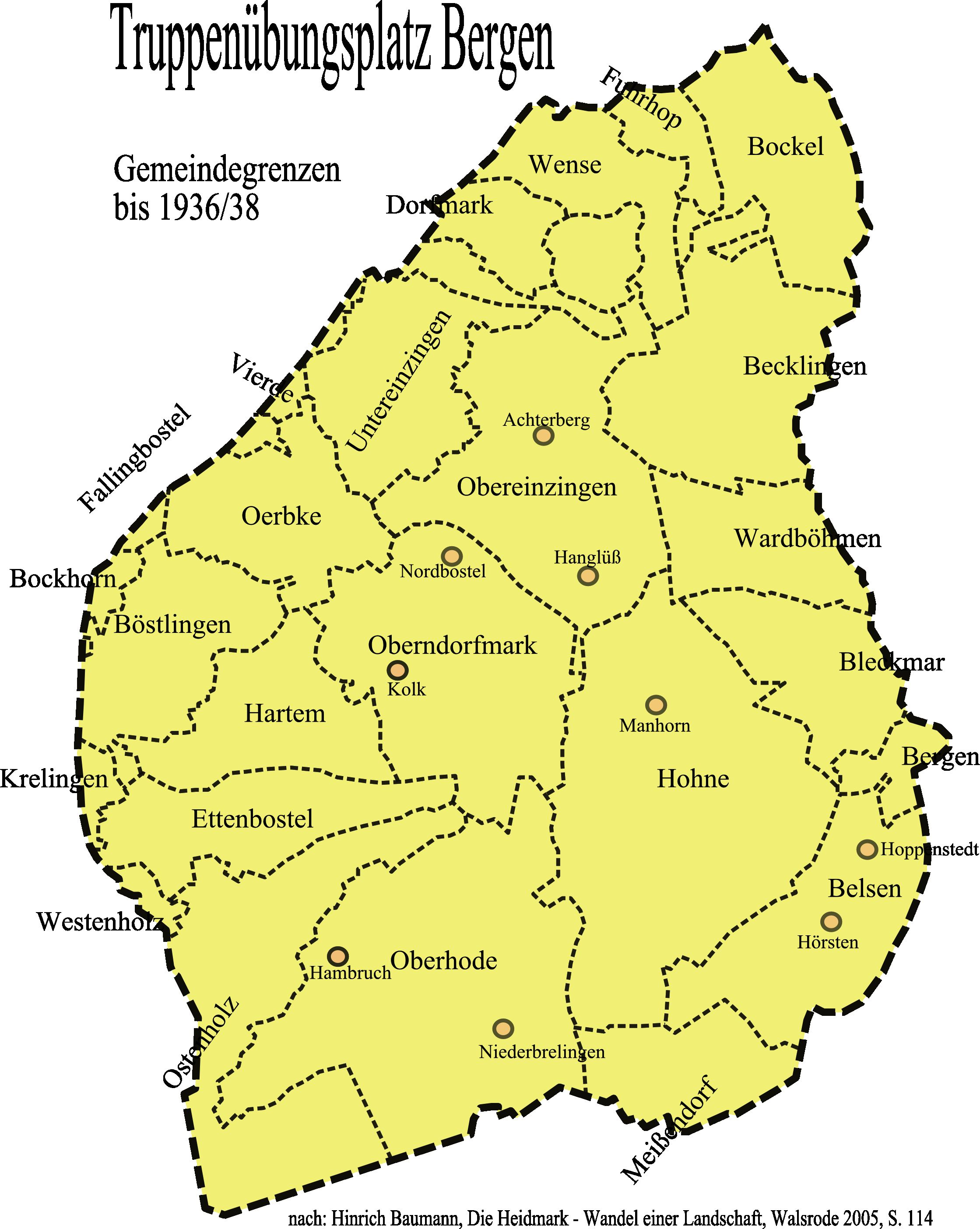
Ostenholz im Südwesten des Truppenübungsplatzes Bergen

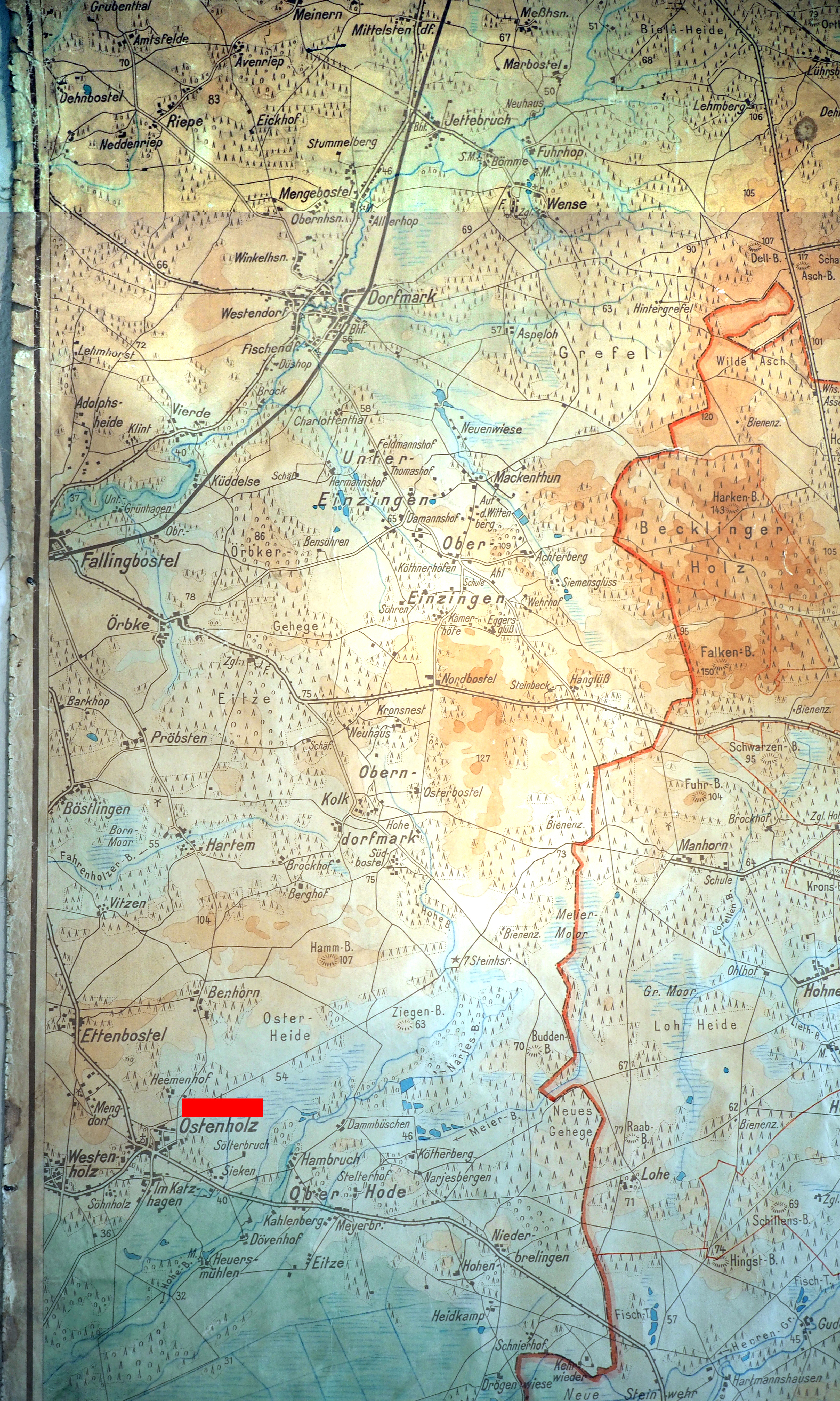
Historische Karte der Ostheidmark

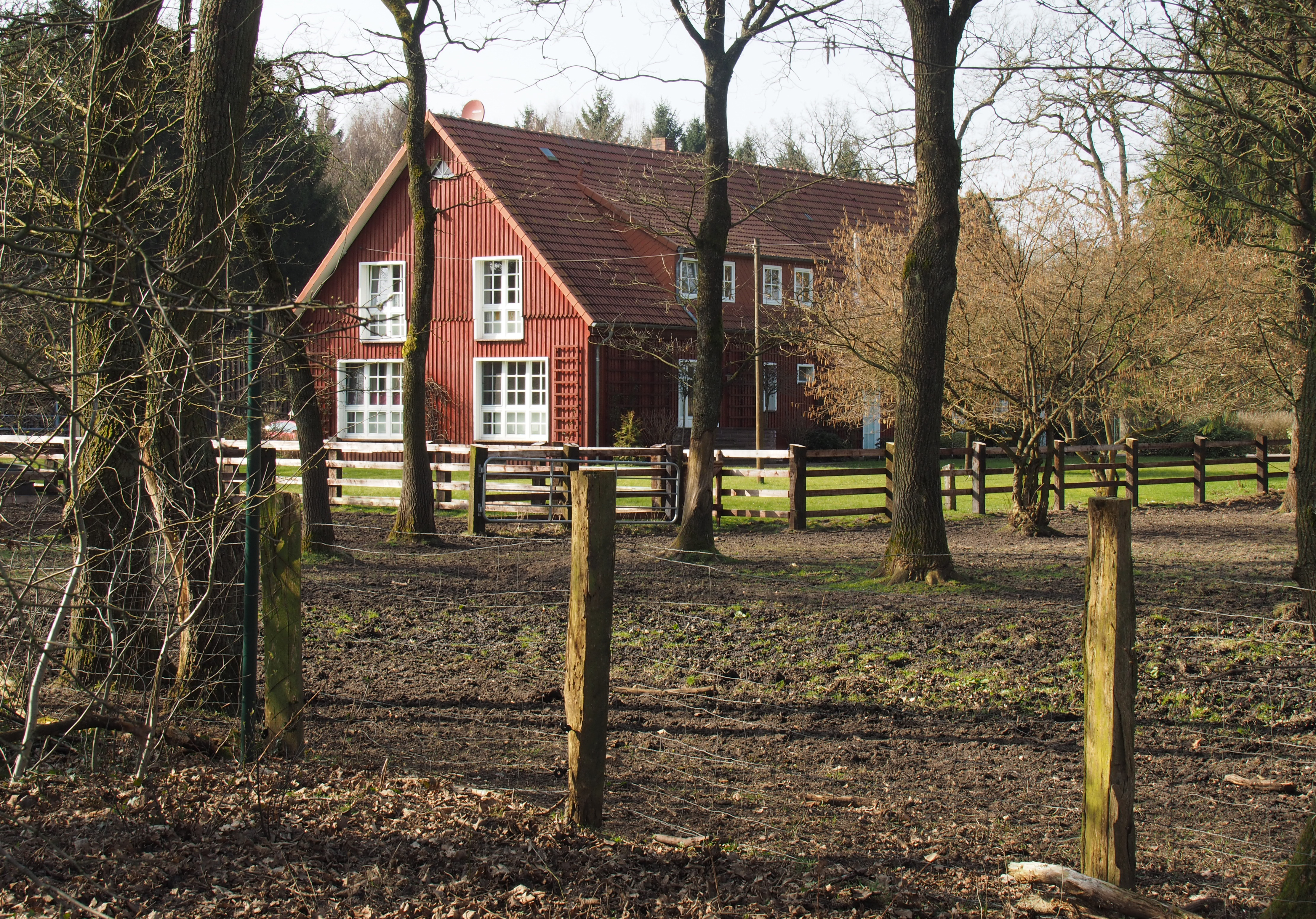
Hansburs-Hof im Westenholzer Bruch

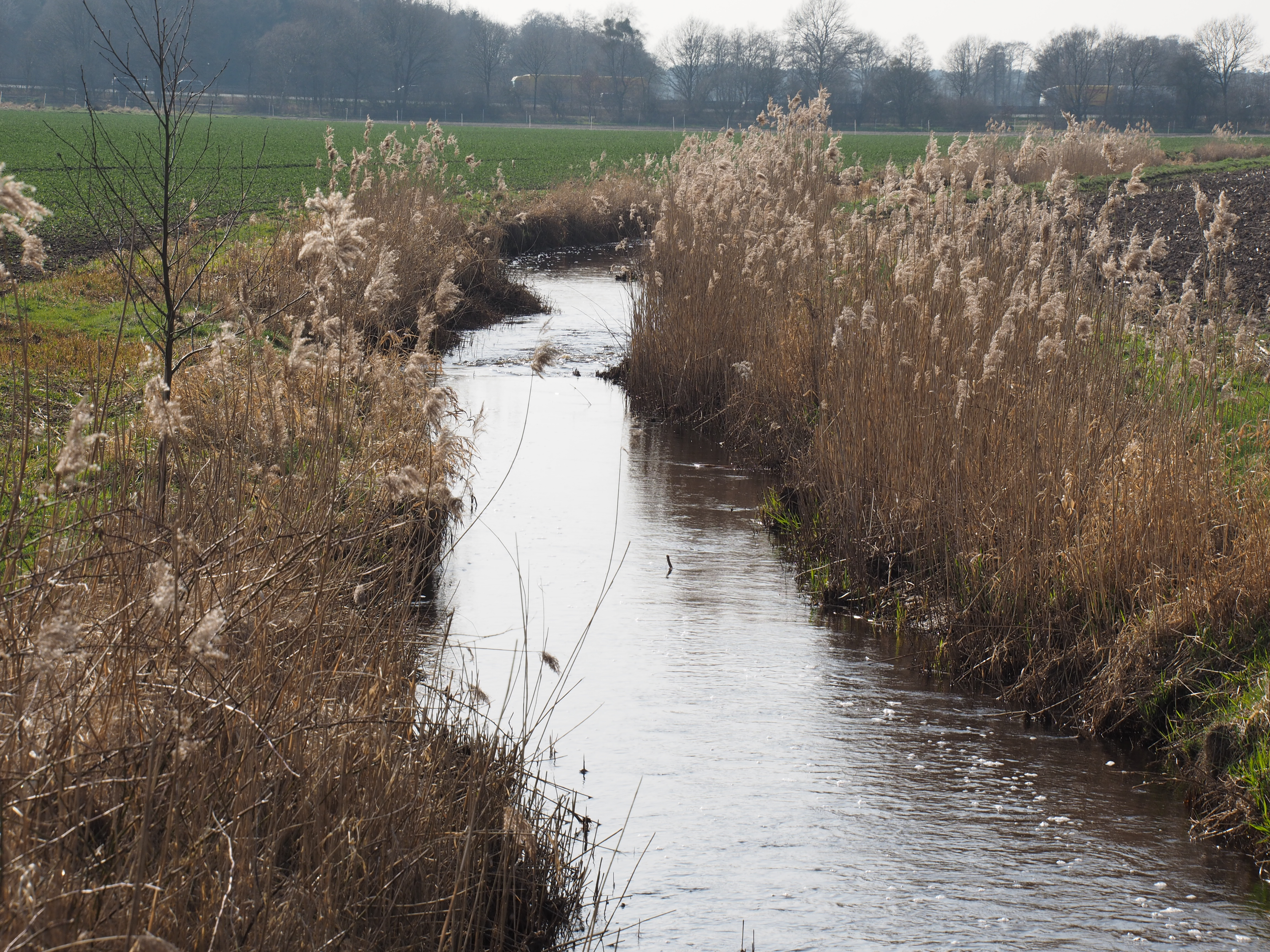
Der Hohe Bach südlich von Ostenholz

Ostenholz ist ein Wohnplatz der Gemarkung Hartem des gemeindefreien Gebietes Osterheide im Landkreis Heidekreis in der Lüneburger Heide (Niedersachsen).
Es war ehemals eine Gemeinde in der Ostheidmark im Altkreis Fallingbostel. Zu der Gemeinde gehörte auch das Gebiet des Ostenholzer Moores und verschiedene Einzelhöfe, u. a. der Heemenhof, Sieken, Sölterbruch und Söhnholz.

## Geographie
Im Osten und Süden des Gemeindegebietes fließen der Hohe Bach und der Meierbach. Beide münden südöstlich von Hodenhagen in die Meiße. Durch die Gegend verliefen früher zwei alte Hauptwege: der „ole Heerweg“, ein Seitenzweig der alten Heerstraße Bremen–Walsrode–Celle, und nördlich davon der „Dürweg“, der  über Ettenbostel und Oerbke nach Soltau führte. Letzterer war gesäumt von bronzezeitlichen Hügelgräbern. Man kann daraus schließen, dass es sich wahrscheinlich um einen uralten Heer- und Handelsweg handelte. Im Süden von Ostenholz liegt das Ostenholzer Moor, das fast ausschließlich von der Bundeswehr als Truppenübungsplatz (Truppenübungsplatz Ostenholzer Moor) genutzt wird. Der Truppenübungsplatz Bergen grenzt unmittelbar nördlich an.
Etwa 1.400 Meter nordwestlich von Ostenholz, bei Mengdorf,  stand auf einer Anhöhe von 82 m über NN die Ostenholzer Mühle, eine Bockwindmühle, die 1732 in Betrieb genommen wurde. Sie war die größte Bockwindmühle der Region und wurde überwiegend zum Kornmahlen genutzt. Pro Tag konnte sie 20 Zentner Getreide verarbeiten. 1945 wurde die Mühle abgerissen. Südlich von Ostenholz, im Westenholzer Bruch, liegt heute noch der Hanshof, der aus dem Hermann-Löns-Roman von 1909 „Der letzte Hansbur“ bekannt ist. In der Nähe dieses Hofes befand sich eine Jagdhütte, die er oft, manchmal tagelang, aufsuchte und dort auch übernachtete. Daneben gab es auch noch die „Lönshütte“. Die Hütte existiert noch, wurde aber auf einem anderen Grundstück, etwa 650 Meter östlich des Hofes neu aufgebaut.
Von Ostenholz aus besteht eine Zufahrtsstraße durch 5,4 Kilometer Sperrgebiet des Truppenübungsplatzes zu den Sieben Steinhäusern. Sie wird für die Besucher regelmäßig von Munitionsresten befreit. Der öffentliche Zugang besteht gewöhnlich an Wochenenden und an Feiertagen in der Zeit von 08:00 bis 18:00 Uhr, sofern kein militärischer Übungsbetrieb stattfindet.

## Geschichtliches

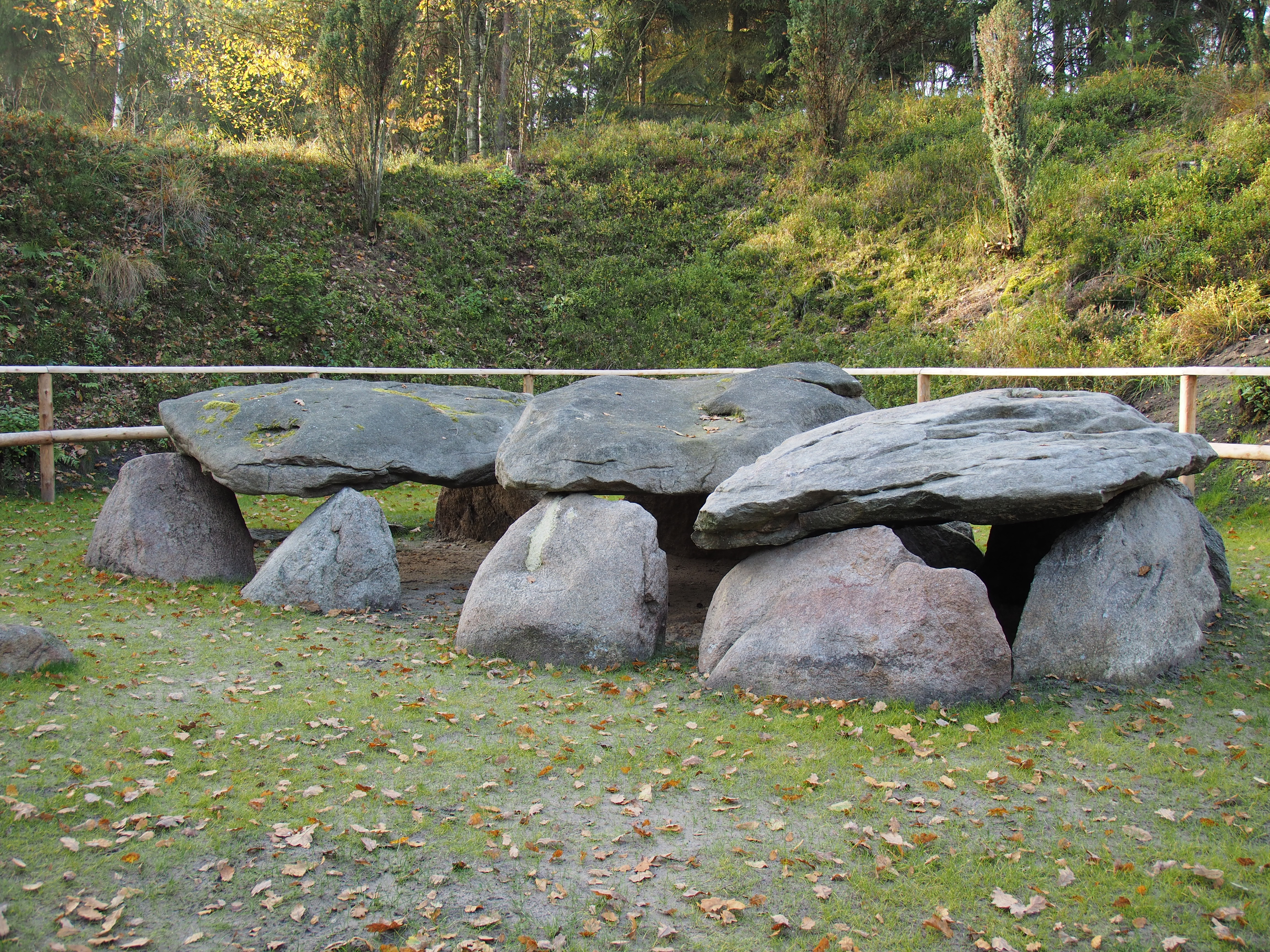
Die Grabanlage „E“ der Sieben Steinhäuser

Die älteste, allerdings undatierte Urkunde über „Osterholt“ findet sich im  Lüneburger Urkundenbuch, im Archiv des Walsroder Klosters St. Johannis, aufgezeichnet vom Landschaftsdirektor von Hodenberg.
Die älteste datierte Nachricht: Im Jahre 1360 ist in der Urkunde Nr. 152 des Hodenberger Urkundenbuches zu lesen, Herzog Wilhelm II. von Braunschweig-Lüneburg belehnt Heinrich von Hodenberg mit einem Hof to Osterholte.
Im Lüneburger Lehnregister von 1360 findet sich zum ersten Mal die Bezeichnung der alten Ostenholzer Markgenossenschaft „up me dure“ (auf dem Dür), zu der auch Oberhode und wahrscheinlich auch ein Hof von Westenholz gehörte.
Die Bevölkerung um Ostenholz hat in vielen Kriegen stark gelitten. Auf den alten Heer- und Handelswegen zogen die plündernden Söldner im Dreißigjährigen Krieg (1618–1648) durch den Dür. Auch im Siebenjährigen Krieg (1756–1763) sind fremde Truppen hier durchgekommen. Und auch in der napoleonischen Zeit (1792–1815) sind über den alten Heerweg tagelang Truppen nach Osten gezogen.
Bereits 1624 findet sich  in einer Akte im Staatsarchiv Hannover die erste urkundliche Erwähnung einer eigenen Schule in Ostenholz. Im Jahre 1711 unterrichtete der Schulmeister Brockmann, der gleichzeitig dem Rademacherhandwerk nachging, 115 Kinder. Es bestand damals keine allgemeine Schulpflicht. Der Schwerpunkt des Unterrichts lag im Winter, da die Kinder im Sommer bei der Feldarbeit benötigt wurden. Aufgrund der hohen Anzahl von inzwischen 200 bis 250 Schulkindern – es kamen auch Kinder aus Oberhode – wurde 1837 ein zweites Schulgebäude errichtet. Wegen Baufälligkeit wurde dieses 1861 durch ein neues Gebäude ersetzt, das bis 1939 genutzt wurde. Durch die Auswanderungen nach Amerika ab 1844, die Verringerung der Geburtenzahlen und nachdem Oberhode ein eigenes Schulgebäudes errichtete, sanken die Schülerzahlen kontinuierlich und erreichten im Jahre 1930 mit 89 Kindern ihren tiefsten Stand.

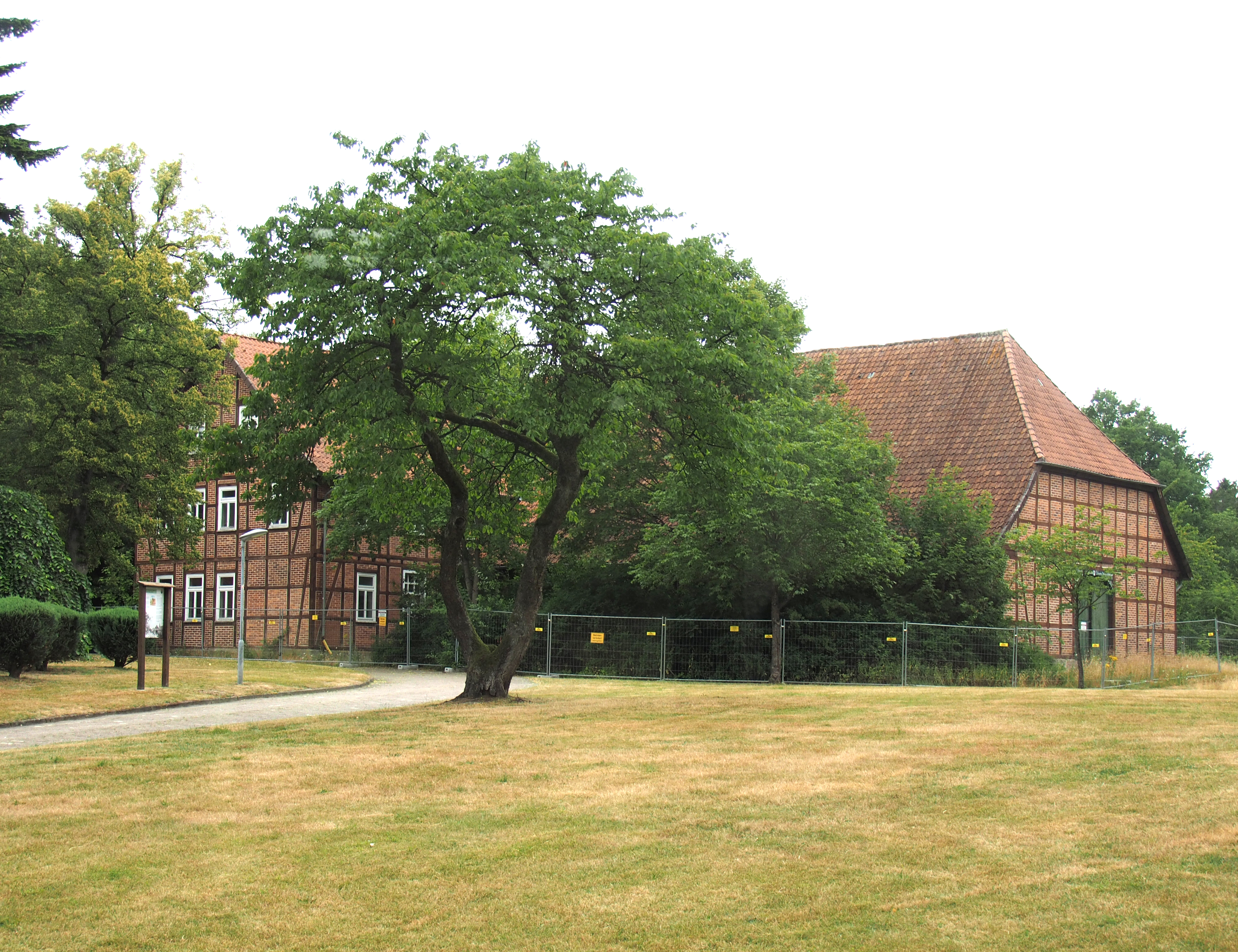
Der ehemalige Wünninghof in Ostenholz, er wurde 2021 abgerissen

Auf dem Wünninghof in Ostenholz stand die wohl älteste ländliche Gastwirtschaft der Provinz Hannover. Im Schatzregister Celle von 1438 ist sie bereits genannt. Hermann Löns hielt sich gerade in diesem Gasthaus auf, als die Nachricht von der Mobilmachung für den Ersten Weltkrieg eintraf. 
Im Herbst 2021 wurde der Hof im Auftrag der BImA abgerissen.
Im Zuge der Errichtung des Truppenübungsplatzes Bergen erfolgte vom Sommer 1935 bis Mai 1936 die Umsiedlung der Bevölkerung und Räumung des Teiles des Gemeindegebietes, das für den Übungsplatz benötigt wurde. Die Hofbesitzer wurden entschädigt, die Gebäude auf dem Übungsgelände wurden zum größten Teil abgerissen (siehe Zerstörung der Ostheidmark in der Zeit des Nationalsozialismus).
Die Gesamtgröße des Gemeindegebietes Ostenholz betrug 2956 Hektar, davon sind 1896 ha in den Truppenübungsplatz gefallen. Von den 610 zur Zeit der Umsiedlung in Ostenholz lebenden Einwohnern mussten 565 Personen ihre Höfe und Unterkünfte räumen.

### Einwohnerentwicklung
Ostenholz hatte folgende Einwohnerentwicklung:

1770 – 235 Einwohner

1821 – 320 Einwohner

1933 – 556 Einwohner

## Kirchengemeinde

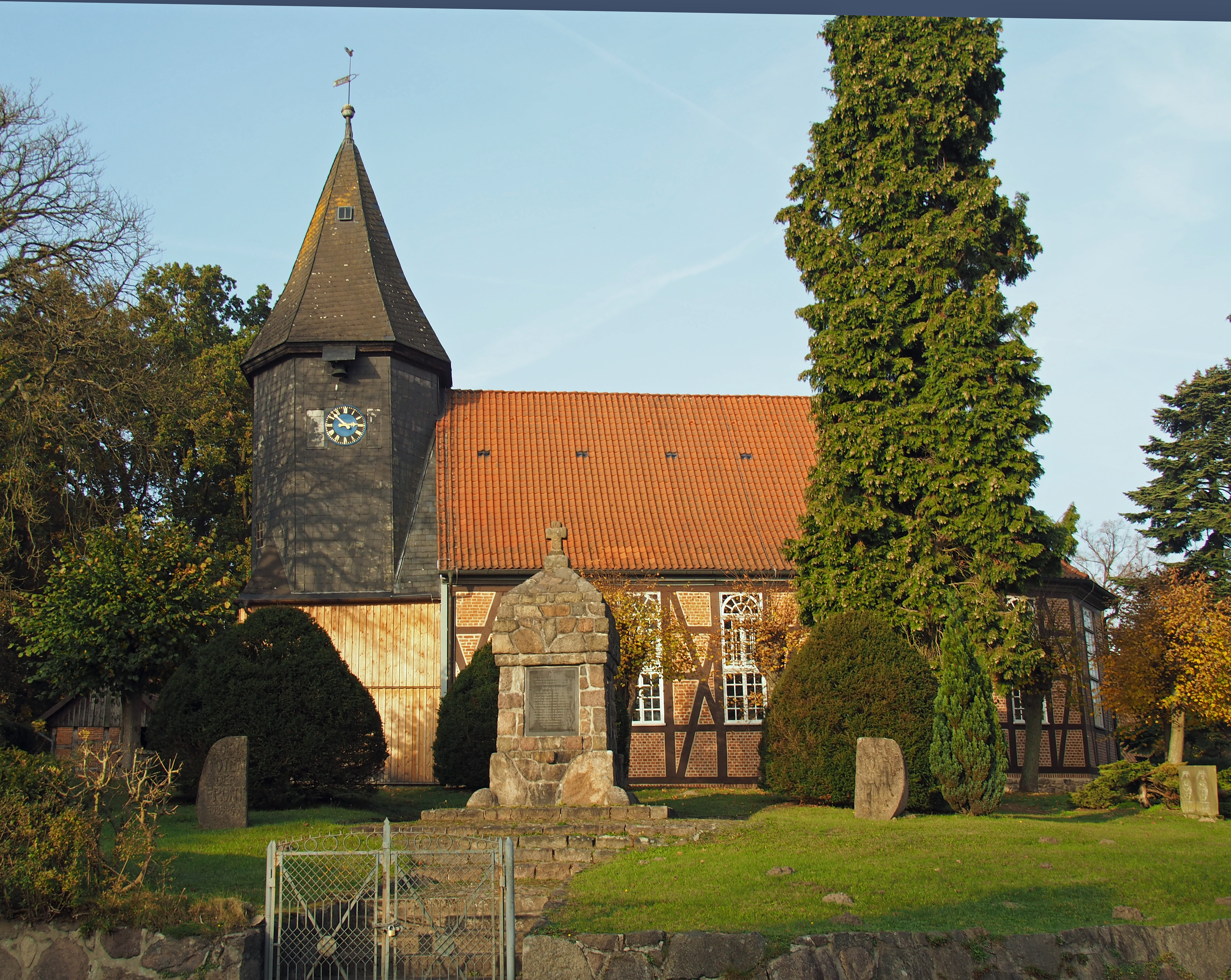
Kirche in Ostenholz

Die Evangelisch-lutherische Kirche der „St. Johannes der Täufer“-Kirchengemeinde in Düshorn-Ostenholz ist eine Pfarrkirche für die Ortschaften Ostenholz, Ostenholzer Moor und Westenholz. Mit der Kirchengemeinde Düshorn wird seit 2015 ein gemeinsames Pfarramt unterhalten. Ursprünglich gehörte Ostenholz zum Kirchspiel Düshorn. Am 4. Oktober 1711 wurde das Kirchspiel Ostenholz gegründet.

## Kirche
1724 erhielt die Gemeinde eine eigene Kirche im Fachwerkstil; vorher stand hier, vermutlich auf dem gleichen Platz, eine hölzerne Kapelle. 1867 erhielt die Kirche zwei von den einheimischen Bauern gespendete Stahlglocken, die auch heute noch in Betrieb sind. Davor gab es nur die Uhrglocke, die wahrscheinlich aus der Zeit vor der Reformation stammt. Bis auf die Sitzbänke, die in den 1960er Jahren durch moderne Bänke mit Sitzheizung ersetzt wurden, ist die Innenausstattung im Stil des sogenannten Bauernbarock noch fast vollständig von früher erhalten. Dazu gehören der Kanzelaltar ebenso wie das auch als Lesepult zu nutzende Taufbecken von 1725.  An der Südseite des Gebäudes befindet sich eine Sonnenuhr. Sie wurde durch Spenden finanziert und am 29. März 1781 angebracht. Im Jahr 2004 wurde sie restauriert. Von 2011 bis 2013 wurde die Fassade der Kirche aufwändig saniert. 1827 wurde die alte ursprüngliche 1727 von einer Peiner Werkstatt gebaute Orgel durch eine neue ersetzt. 1911 wurde diese Orgel von P. Furtwängler & Hammer erneuert, der alte Prospekt blieb damals erhalten. 1994 wurde von Orgelbauer Dieter Noeske eine neue Orgel mit einem Manual und acht Registern eingebaut.

Die Ostenholzer Kirche
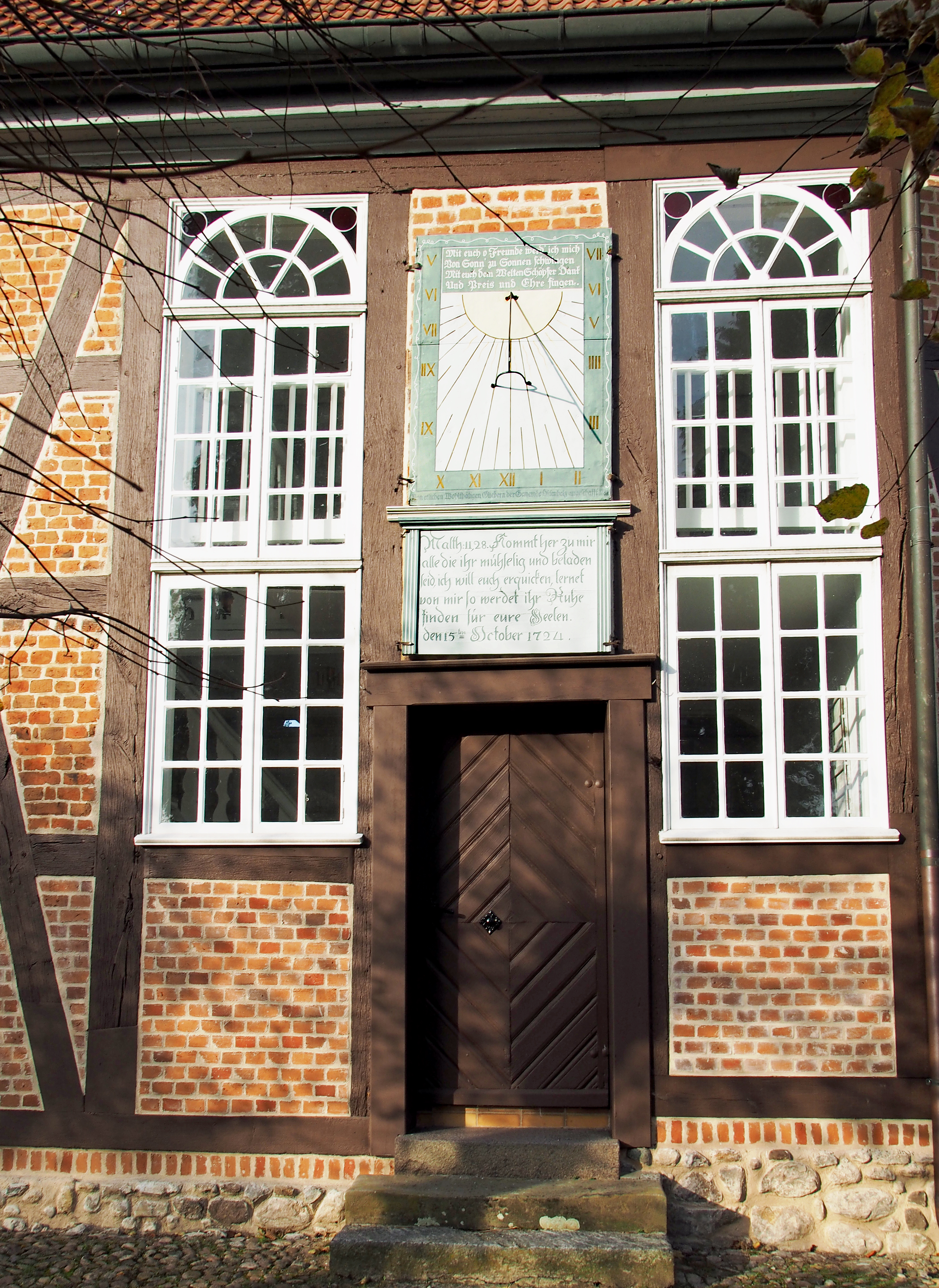
Sonnenuhr von 1781
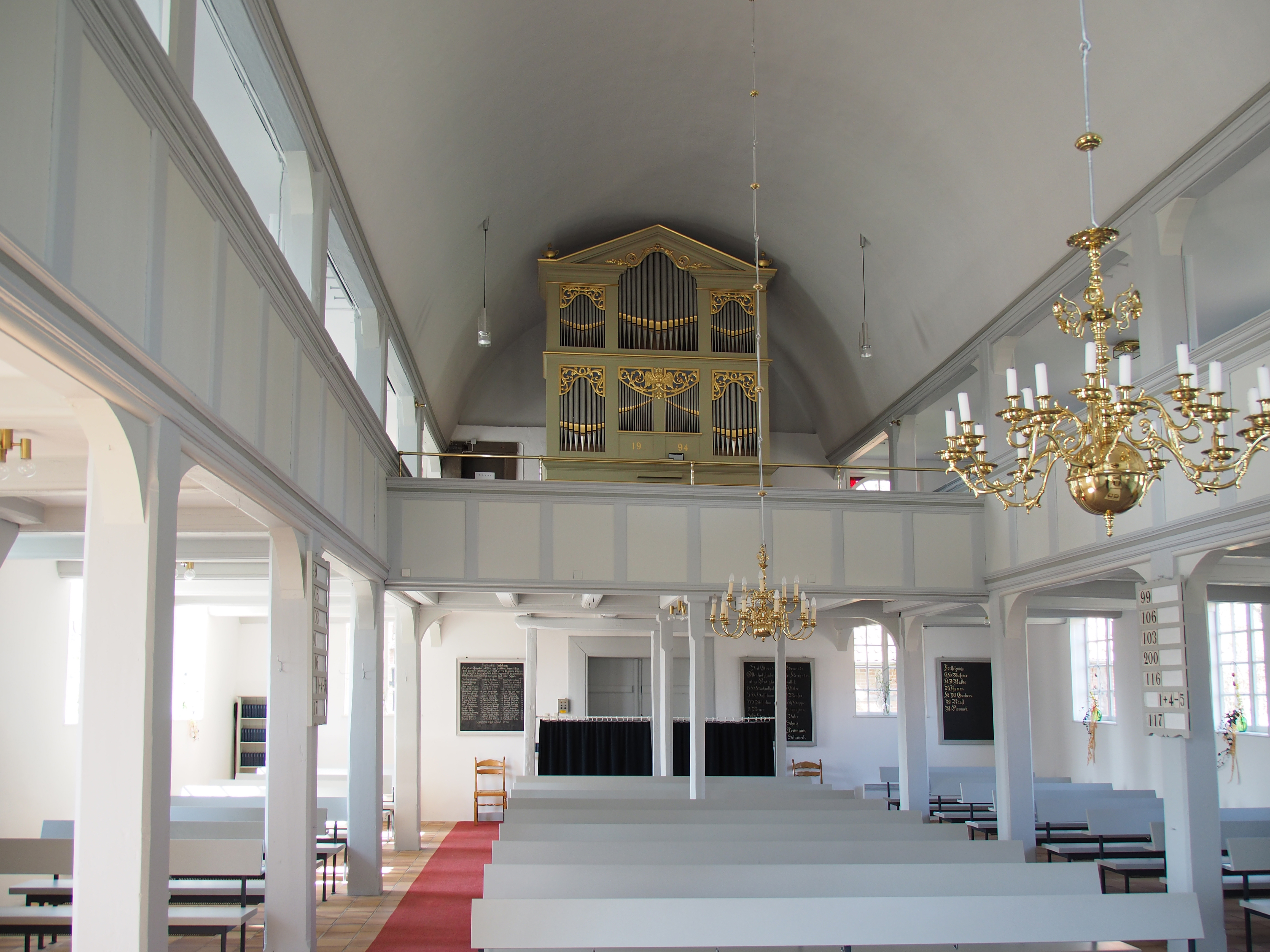
Innenraum
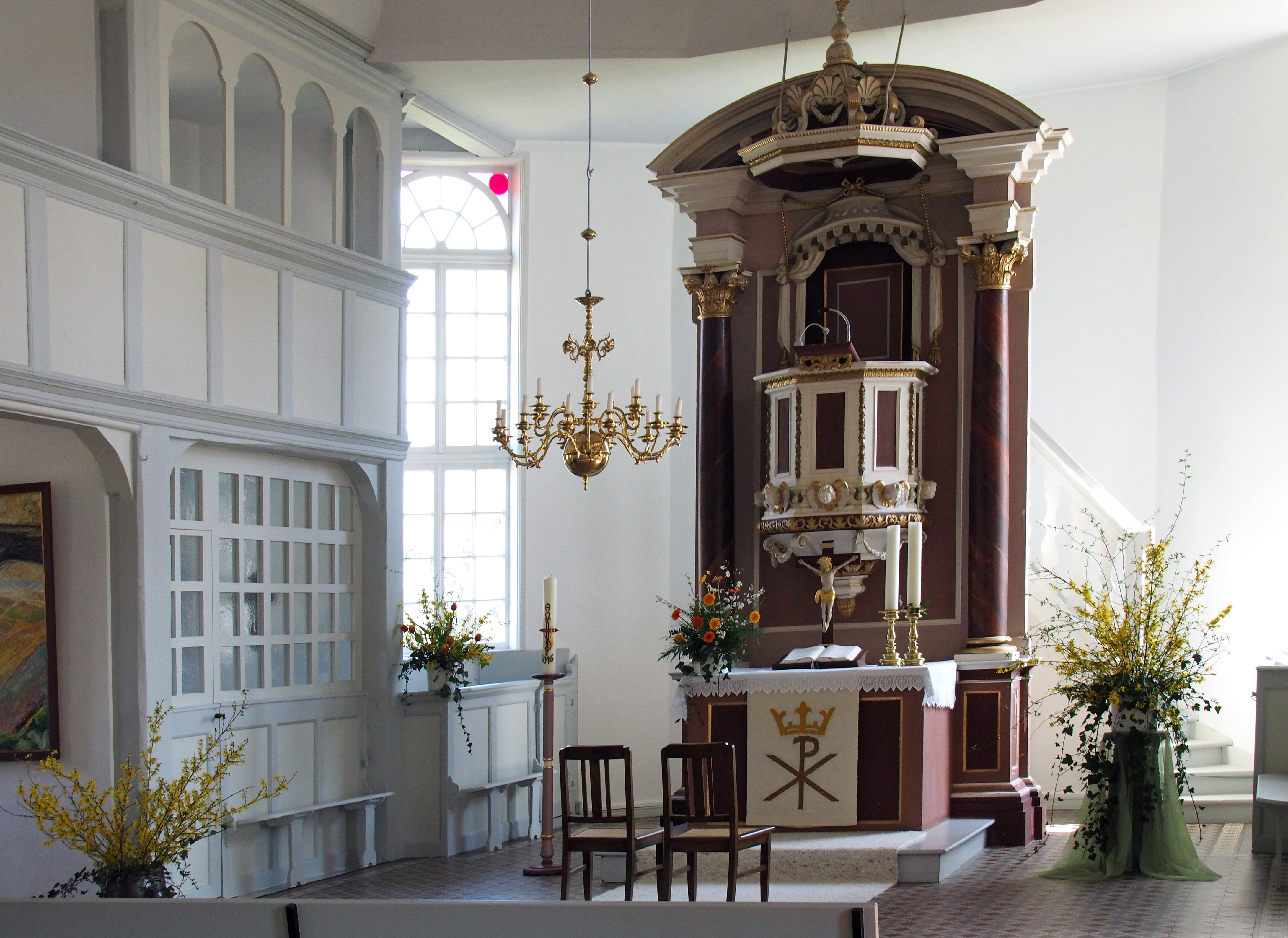
Kanzelaltar
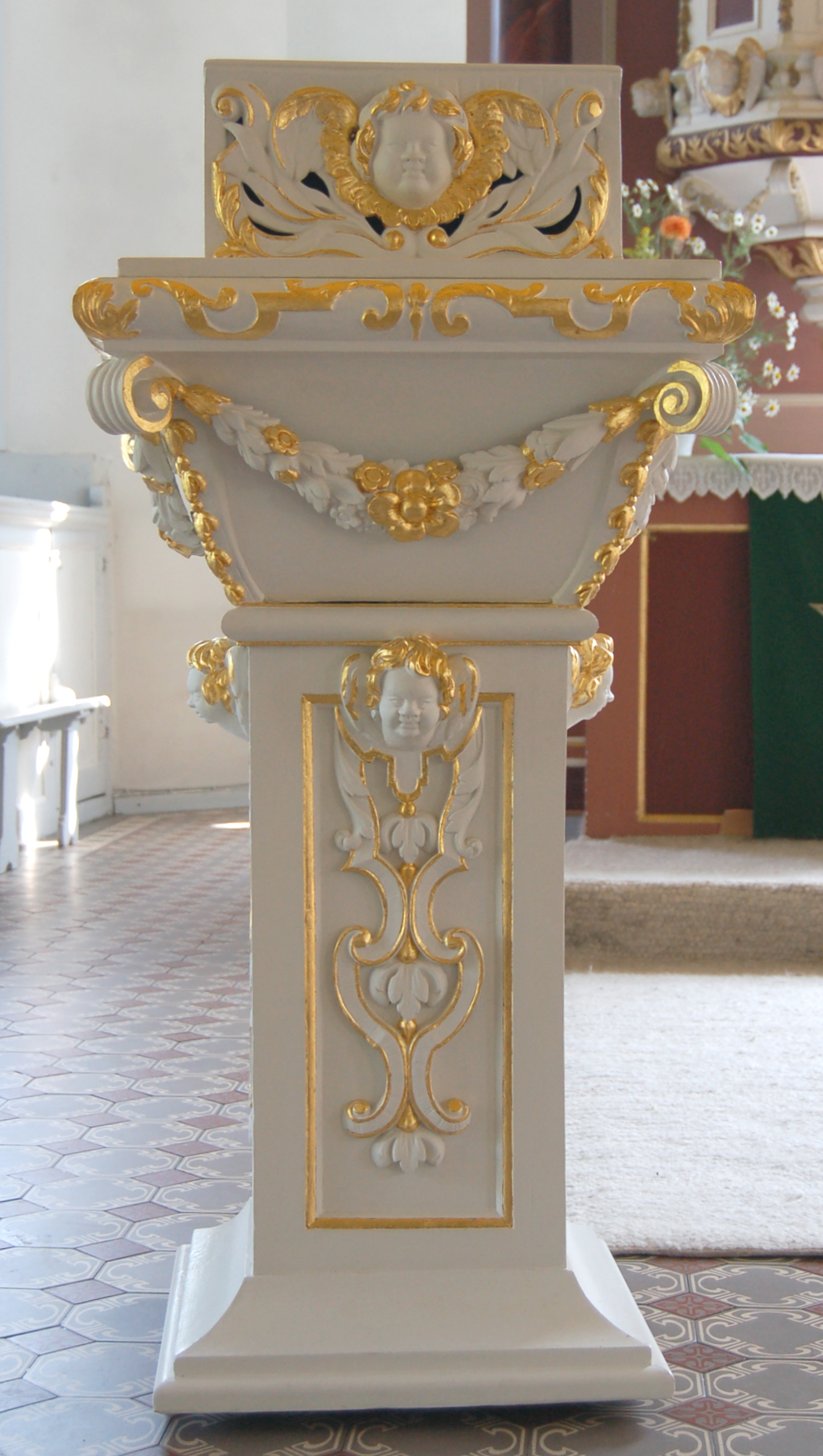
Taufbecken–Lesepult von 1725
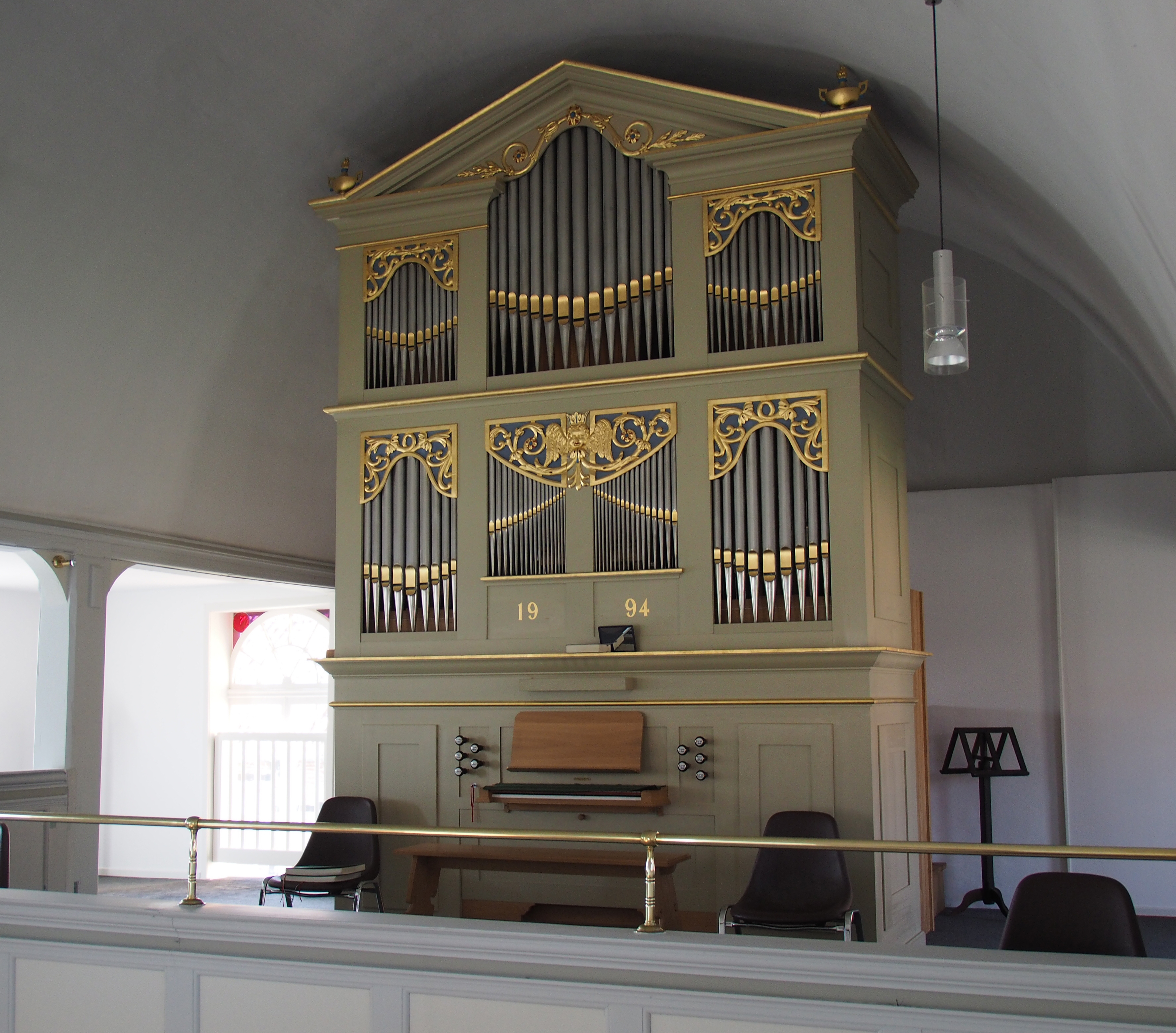
Orgel

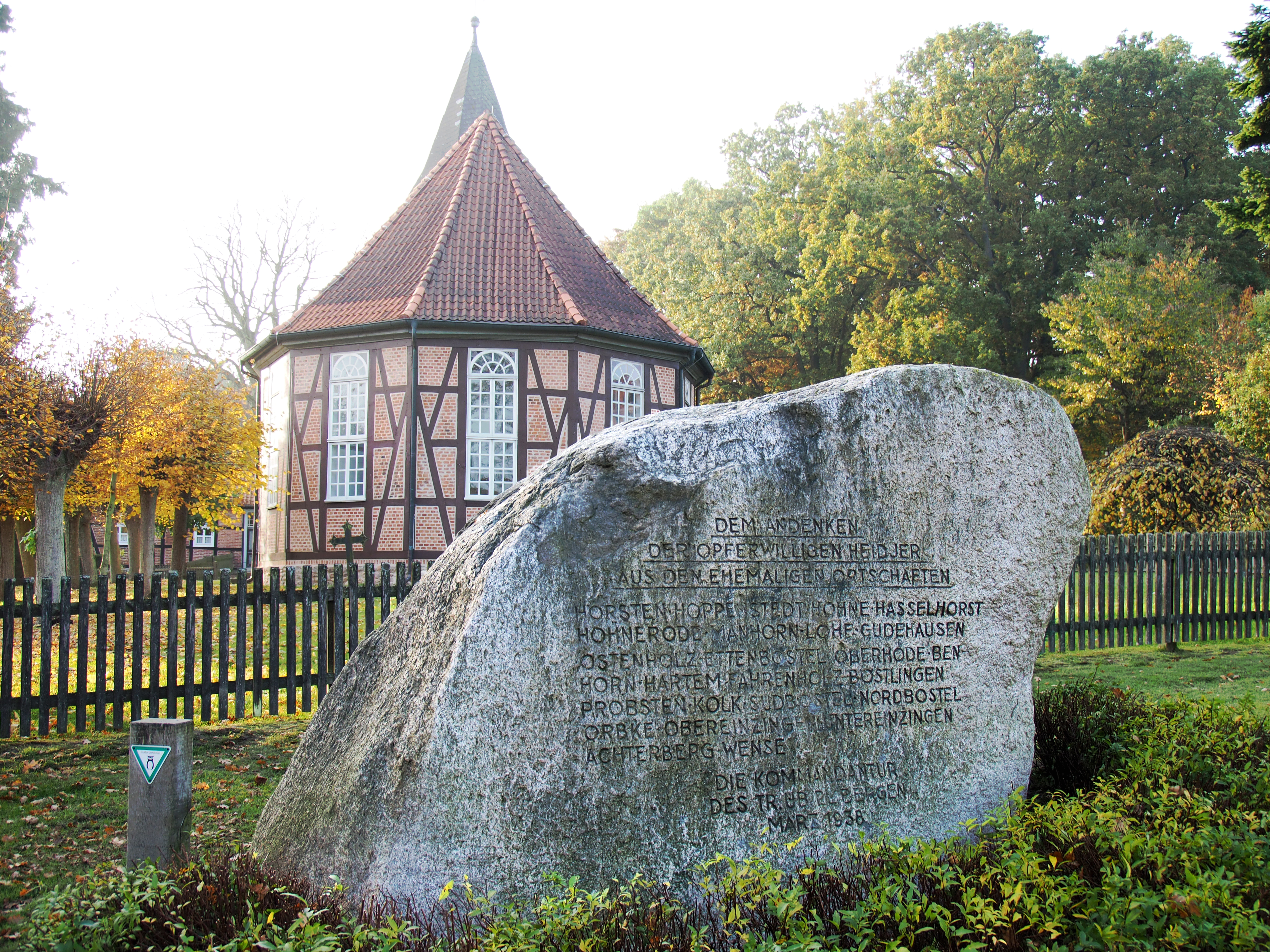
Der „Hohe Stein“

Vor der Kirche in Ostenholz befindet sich ein Findling, der sogenannte Hohe Stein. Er ist seit ältester Zeit als „Riese von Hanglüß“, nach seinem Fundort, einem Hügel nahe Hanglüß, bekannt. Er hat ein Gewicht von etwa 50 Tonnen. Eine Inschrift benennt die Orte, die dem Truppenübungsplatz weichen mussten.